# Gabara andaca
Gabara andaca là một loài bướm đêm trong họ Erebidae.